# Idaea medioumbraria
Idaea medioumbraria là một loài bướm đêm trong họ Geometridae.